# 尤尔根·马乔
尤爾根·馬查奧（德語：Jürgen Macho，1977年8月24日—），出生在維也納，是一名奧地利足球員，現效力彭里安奧斯，司職門將。

## 球會
1996年，馬查奧在維也納體育展開其足球生涯，一個球季後轉投第一維也納並度過了三個球季。2000年，他加盟英超球會新特蘭。
在新特蘭效力期間，馬查奧一直都是丹麥國門湯馬士·蘇連遜的後備，他在聯賽總共上陣了22次。2003/04球季，他轉會至車路士，但大部分時間都是擔任第四門將。其後，他嚴重受傷，使他缺陣了一整季，因此而未能代表球隊在競賽中上陣。
2004年8月，尚餘一年合約的馬查奧被車路士所放棄，他離開球會並以借用球員的形式加盟奧超球會維也納迅速，為期一年。然而，他在球會只待了四個月，在聯賽上陣8次及彌歐洲足協盃上陣兩次。
2005年1月，馬查奧加盟德國球會凱沙羅頓，他在最初半年都是添·韋斯和托馬斯·恩斯特的後備。然而，當蒂姆·韋斯在2005/06球季轉投雲達不來梅後，他成為球隊的正選門將。然後，他在該季於聯賽總共上陣20次，但差點因傷而在下半季缺席。2006/07球季，雖然球會在上季排名16而降班德乙，但他依然繼續擔任球會的正選門將。
2007年8月31日，馬查奧轉投希臘球會AEK雅典。他很快就取代表現未能讓人印象深刻的巴西門將馬塞洛·莫雷托而成為正選門將。2009年3月26日，球會宣佈在6月合約結束後，將會放棄他。
馬查奧亦曾到英超球會韋根集訓，以尋求正式加盟，但是這宗交易最終於2009年9月29日被取消。
2009年11月5日，待業數個月的馬查奧闊別奧地利五年重返祖國加盟林茨。2010年6月25日，他的經理人透露他已經與彭里安奧斯簽訂三年合約。

## 國際賽
2002年，馬查奧首次代表奧地利處子上陣，並繼續上陣了18次，其中包括在2005年10月的兩場2006年世界盃外圍賽賽事。
2007年11月16日，馬查奧在對英格蘭的友賽中與彼得·高治相撞後吞舌，他的生命被奧地利首席隊醫救回。2008年歐洲國家盃，他在三場小組賽賽事都有上陣，但球隊最終未能晉級。

## 榮譽
維也納迅速
- 奧超：2004–05

## 外部連結
- （希腊文）AEK Athens profile
- （德文）Stats at Fussballdaten （页面存档备份，存于）
- （德文）Rapid Wien archives （页面存档备份，存于）
- （英文）EURO 2008 profile
- （英文）足球数据库：Jurgen Macho的球员统计数据
- （英文）NationalFootballTeams data （页面存档备份，存于）